# Colocviul Brâncuși
Colocviul Brâncuși este un film documentar românesc din 1967 regizat de Paula Segall.